# Quang tuyến
Trong quang học, nhất là trong quang hình, một tia sáng hay một quang tuyến là một đường đi của ánh sáng hoặc các bức xạ điện từ khác từ nguồn đến chỗ thu.
Trong các trường hợp đơn giản nhất của quang hình, quang tuyến trong một môi trường đồng nhất là đường thẳng. Ánh sáng đi từ một môi trường này đến một môi trường khác có thể bị thay đổi hướng đi, ví dụ bởi khúc xạ (theo định luật Snell) hoặc phản xạ. Cũng vì hiện tượng khúc xạ, trong các môi trường không đồng nhất, quang tuyến sẽ không còn là đường thẳng.
Trong mọi trường hợp, đường thẳng trong môi trường đồng nhất hay đường gấp khúc khi qua các bề mặt có biến đổi môi trường đột ngột hoặc đường cong trong môi trường biến đổi liên tục, tia sáng này luôn vuông góc với mặt sóng trong lý thuyết quang sóng.